# Kipichy
Kipichy [pronunciación en polaco: /kiˈpixɨ]/] es un pueblo ubicado en el distrito administrativo de Gmina Lubowidz, dentro del Condado de Żuromin, Voivodato de Mazovia, en el este de Polonia central. Se encuentra aproximadamente a 14 kilómetros al oeste de Lubowidz, a 18 kilómetros al oeste de Żuron, y a 134 kilómetros al noroeste de Varsovia.